# Kévin Réza
Kévin Réza (Versailles, 18 maggio 1988) è un ex ciclista su strada e pistard francese. 
Professionista dal 2011 al 2021, nel 2014 è arrivato terzo al campionato nazionale francese in linea.

## Palmarès
- 2008 (Vendée U, una vittoria)

2ª tappa Vuelta a la Comunidad de Madrid Under-23
- 2009 (Vendée U, tre vittorie)

1ª tappa Tour de la Martinique (Rivière-Salée > Rivière-Salée)
5ª tappa Tour de la Martinique (Macouba > Le Diamant)
8ª tappa Tour de la Martinique (Saint-Esprit > Rivière-Pilote)
- 2010 (Vendée U, tre vittorie)

Les Boucles de la Loire
La Suisse Vendéenne
Olonne-sur-Mer-Olonne-sur-Mer (Challenge E. Leclerc)

### Altri successi
- 2012 (Team Europcar, una vittoria)

Prologo Tour Alsace (cronosquadre)

## Piazzamenti

### Grandi Giri
- Giro d'Italia

2015: 103º
- Tour de France

2013: 134º
2014: 73º
2020: 137º
- Vuelta a España

2015: 113º
2016: ritirato (10ª tappa)

### Classiche monumento
- Milano-Sanremo

2016: 93º
- Liegi-Bastogne-Liegi

2013: 96º
2014: 107º
2015: ritirato
2016: ritirato
2017: 110º
2019: ritirato

### Competizioni mondiali
- Campionati del mondo

Ponferrada 2014 - In linea Elite: ritirato